# 이슈 픽 쌤과 함께
《이슈 픽 쌤과 함께》는 매주 일요일 저녁 7시 10분에 방송되는 지식-강연 프로그램이다. 도전! 골든벨의 최종 종영으로 대신 프로그램을 편성하고 있으며, 파일럿의 시범 편성시 <이슈 픽 핫 쌤과 함께>(가제)로 시험 편성했다.

## 기획 의도
한 치 앞도 예측하기 힘든 불분명한 시대! 우리는 무엇을 준비하고 어떤 정보를 취해야 하는가? 한발 앞서 시대를 읽는 강의, 이슈를 다루지만 결코 지루하거나 어렵지 않은 '인생강의'가 지금 2025년 시작합니다.

## 방송 일정
25분에서 것을예정의 4월 20일에서 방송되고에서의 준비의 (5분)에서 봄개편에서 준비합니다. 땀에서 5분에서 공개영상으로에서 땀을 시작됩니다.
| 방송 채널 | 방송 기간                         | 방송 시간                          |
| --------- | --------------------------------- | ---------------------------------- |
| KBS 1TV   | 2020년 8월 2일~2020년 11월 1일    | 매주 일요일 저녁 7시 10분~8시 5분  |
| KBS 1TV   | 2020년 11월 11일~2020년 12월 23일 | 매주 수요일 저녁 7시 40분~8시 30분 |
| KBS 1TV   | 2021년 1월 3일~                   | 매주 일요일 저녁 7시 10분~8시 10분 |

## 진행자 및 패널

### 진행자
- 이승현 아나운서(여) - KBS의 39기 공채 아나운서

### 출연
- 크리스 존스
- 유빈[2]
- 유민상
- 슈카

### 이전 패널
- 이종혁
- 강유미
- 윤하
- 이수지
- 홍석천

## 결방
- 2024년 12월 29일 : 무안공항 여객기사고 KBS뉴스특보로 인한 결방
- 2025년 8월 3일 : 추적 60분-7세 고시, 누구를 위한 시험인가? 재방송 편성으로 인한 결방.

## 같이 보기
- 차이나는 클라스(JTBC)
- 클래스e(EBS)
- 일타강사(MBC)
- 도전! 골든벨 (종영)
- 무엇이든 물어보세요 (KBS2,KBS1 스페셜 무작위 재방송)
- 아침마당